# And Yet It Moves
And Yet It Moves (с англ. — «И все-таки она вертится») — двухмерная компьютерная игра в жанре платформера, разработанная независимой компанией Broken Rules и выпущенная посредством системы цифровой дистрибуции Steam 2 апреля 2009 года. Особенностью игры является возможность вращения игрового мира.

## Геймплей
Как и в большинстве платформеров, игрок управляет персонажем, который может перемещаться и прыгать по уровню. Цель каждого уровня — добраться до выхода, выполненного в форме двери, из которой исходит белый свет. Однако, в отличие от большинства платформеров, в And Yet It Moves игрок имеет возможность вращать уровень на 90 или 180 градусов. При этом персонаж, которым управляет игрок, а также некоторые детали уровня, такие как камни, изменяют своё положение в пространстве согласно законам физики. Кроме этого, герой сохраняет скорость, набранную им в полёте; причем, в нарушение законов физики, скорость героя не зависит от точки отсчёта: он может погибнуть, если даже слегка коснется падающего вместе с ним камня. Если он приземлится, набрав большую скорость, то разобьётся и начнёт игру с контрольной точки.

## Разработка
Игра создана независимой компанией Broken Rules, состоящей из студентов Венского Технического Института. Первоначально предполагалось сделать игру в рисованном стиле, однако разработчики отказались от этой идеи.
Игра попала в число номинантов IGF 2007 и получила приз за «Лучшую студенческую разработку».
Название игры — английский перевод крылатой фразы Галилео Галилея «И всё-таки она вертится!» (итал. E pur si muove!).

## Отзывы
| Сводный рейтинг       | Сводный рейтинг          |
| Агрегатор             | Оценка                   |
| --------------------- | ------------------------ |
| GameRankings          | ПК: 73,14 % Wii: 85,30 % |
| Metacritic            | 75/100 (PC) 82/100 (Wii) |
| MobyRank              | 77/100 (PC)              |
| Иноязычные издания    |                          |
| Издание               | Оценка                   |
| 1UP.com               | B+ (Wii)                 |
| Edge                  | 8/10 (Wii)               |
| Eurogamer             | 9/10 (Wii)               |
| GameRevolution        | B (Wii)                  |
| GameSpot              | 7,5/10 (PC)              |
| GamesRadar+           | 9/10 (PC)                |
| IGN                   | 8,4/10 (PC) 8,0/10 (Wii) |
| Русскоязычные издания |                          |
| Издание               | Оценка                   |
| «Игромания»           | 8,0/10 (PC)              |
| «ЛКИ»                 | 75 % (PC)                |

Игра And Yet It Moves получила положительные отзывы критиков. Сайт Metacritic, на основании 10 рецензий, поставил PC-версии игры оценку 75 баллов из 100, а сайт Game Rankings, на основании 7 рецензий, поставил оценку 73,14 балла из 100.
Летом 2018 года, благодаря уязвимости в защите Steam Web API, стало известно, что точное количество пользователей сервиса Steam, которые играли в игру хотя бы один раз, составляет 324 236 человек.